# Léo Duarte
Leonardo Campos Duarte da Silva dit Léo Duarte, né le 17 juillet 1996 à Mococa au Brésil, est un footballeur brésilien qui évolue au poste de défenseur central à İstanbul Başakşehir.

## Biographie

### Flamengo
Né à Mococa au Brésil, Léo Duarte effectue ses premières gammes au Deportivo Brasil, avant de poursuivre sa formation de footballeur à Flamengo à partir de 2014. Il fait ses débuts en professionnel le 14 mai 2016, lors d'un match de championnat face à Sport Recife. Ce jour-là, il est titularisé en défense centrale aux côtés de Juan et son équipe s'impose par un but à zéro.
Le 22 août 2018 il prolonge son contrat avec Flamengo jusqu'en 2022. Le 30 août suivant il inscrit son premier but chez les professionnels, lors d'un match de huitièmes de finale de la Copa Libertadores face à Cruzeiro. Étant le seul buteur du match, il donne la victoire à son équipe avec cette réalisation.

### Milan AC
Le 7 août 2019, Léo Duarte s'engage avec le Milan AC pour un contrat courant jusqu'en juin 2024, devenant ainsi le 36e joueur brésilien à porter le maillot Rossoneri. 
Il joue son premier match pour Milan le 29 septembre 2019 contre l'ACF Fiorentina, en championnat. Il entre en jeu à la place de Krzysztof Piątek et son équipe s'incline par trois buts à un.
Duarte découvre la coupe d'Europe avec le Milan AC, jouant son premier match lors d'une rencontre de Ligue Europa face au Sparta Prague le 29 octobre 2020. Il entre en jeu à la place d'Alessio Romagnoli et son équipe s'impose par trois buts à zéro.

### Istanbul Başakşehir
Le 11 janvier 2021, Léo Duarte est prêté un an et demi avec option d'achat au club turc de l'Istanbul Başakşehir,. 
Deux jours plus tard il joue son premier match, lors d'une rencontre de coupe de Turquie contre Tuzlaspor (en). Il entre en jeu à la place de Berkay Özcan et son équipe s'impose largement par cinq buts à un.
Le 8 juillet 2022, Léo Duarte s'engage définitivement avec l'Istanbul Başakşehir. Il signe un contrat de quatre ans, soit jusqu'en juin 2026. 
Duarte marque son premier but pour le club le 14 septembre 2024, lors d'une rencontre de championnat face au Bodrum FK. Il entre en jeu et donne la victoire à son équipe en étant l'unique buteur de la partie.

## Statistiques
| Saison                | Club                  | Championnat           | Championnat | Championnat | Coupe nationale | Coupe nationale | Coupe de la Ligue | Coupe de la Ligue | Supercoupe | Supercoupe | Compétition(s) continentale(s) | Compétition(s) continentale(s) | Compétition(s) continentale(s) | Ligue régionale | Ligue régionale | Total | Total |
| Saison                | Club                  | Division              | M.          | B.          | M.              | B.              | M.                | B.                | M.         | B.         | Comp.                          | M.                             | B.                             | M.              | B.              | M.    | B.    |
| 2016                  | CR Flamengo           | Série A               | 7           | 0           | 1               | 0               | -                 | -                 | -          | -          | -                              | -                              | -                              | 1               | 0               | 9     | 0     |
| 2017                  | CR Flamengo           | Série A               | 2           | 0           | -               | -               | -                 | -                 | -          | -          | -                              | -                              | -                              | 4               | 0               | 6     | 0     |
| 2018                  | CR Flamengo           | Série A               | 33          | 1           | 6               | 0               | -                 | -                 | -          | -          | CL                             | 4                              | 1                              | 6               | 0               | 49    | 2     |
| 2019                  | CR Flamengo           | Série A               | 7           | 0           | 4               | 0               | -                 | -                 | -          | -          | CL                             | 7                              | 0                              | 10              | 0               | 28    | 0     |
| Sous-total            | Sous-total            | Sous-total            | 49          | 1           | 11              | 0               | -                 | -                 | -          | -          | -                              | 11                             | 1                              | 21              | 0               | 92    | 2     |
| 2019-2020             | AC Milan              | Série A               | 5           | 0           | -               | -               | -                 | -                 | -          | -          | -                              | -                              | -                              | -               | -               | 5     | 0     |
| Sous-total            | Sous-total            | Sous-total            | 5           | 0           | -               | -               | -                 | -                 | -          | -          | -                              | -                              | -                              | -               | -               | 5     | 0     |
| Total sur la carrière | Total sur la carrière | Total sur la carrière | 54          | 1           | 11              | 0               | -                 | -                 | -          | -          | -                              | 11                             | 1                              | 21              | 0               | 97    | 2     |

## Palmarès
Flamengo
- Vainqueur du Campeonato Carioca en 2017 et 2019.